# 巴兹尔·威廉斯
巴兹尔·威廉斯（英語：Basil Williams，1891年3月11日—1951年），英国男子花样滑冰运动员。他曾代表英国参加1920年夏季奥林匹克运动会花样滑冰比赛，搭档菲莉丝·约翰逊获得双人滑铜牌。